# Verwechslungswitz
Als Verwechslungswitz wird eine nach psychologischen Kriterien aufgestellte Klasse von Witzen bezeichnet. In ihnen werden Worte oder Sachverhalte gleichzeitig in zwei möglichen Bedeutungen verwendet. Viele Verwechslungswitze sind naiv.
Verwechslungswitze mit drei möglichen Bedeutungen sind selten und oft sehr subtil. Sie sind meistens nicht mehr naiv, da die Wortbedeutungen oftmals Insiderwissen voraussetzen.
Die Klasse der Verwechslungswitze geht auf Sigmund Freud zurück, der in seinem Werk Der Witz und seine Beziehung zum Unbewußten (Wien 1905) eine erste, auch außerhalb der psychoanalytischen Schule verwendete Ordnung aufstellte.

## Beispiele

### Naiver Verwechslungswitz
Als naiver Verwechslungswitz gelten Witze, die lediglich ein Vorwissen um die Bedeutung der verwendeten Worte voraussetzen. Ihr Sinngehalt und somit ihre Witzigkeit wird vom Zuhörer im Moment des Hörens generiert.
Eine Frau kommt zum Arzt und sagt: „Mein Kind hat eine Apfelsine mit der Schale gegessen, ist das schlimm?“

Darauf der Arzt: „Wenn die Schale nicht gespritzt war, ist das halb so wild.“

Die Frau: „Gespritzt? Die Schale war aus Porzellan!“
Die Frau und der Arzt verwenden das Wort Schale in verschiedenen Bedeutungen (die Frau spricht von der Porzellanschale, in der die Apfelsine gelegen hat, der Arzt von der Orangenschale). Die Witzigkeit ergibt sich daraus, dass der Leser oder Hörer dem Begriff Schale automatisch die naheliegende Bedeutung zuordnet („Orange mit Schale“ = „Orange samt Orangenschale“) und von der unerwarteten Zuordnung durch die Frau überrascht wird. Analog dazu funktioniert Beispiel 2:
Der Richter fragt die Angeklagte: „Ihr Name, bitte?“

Die Angeklagte: „Elisabeth Meier.“

Der Richter: „Und ihr Alter?“

Die Angeklagte: „Der wartet draußen.“

### Verwechslungswitz mit weiteren Komponenten
Verwechslungswitze können nach Freud gleichzeitig noch anderen Kategorien angehören. Sie sind dann nicht mehr naiv, da die Witzigkeit aus weiterem Vorwissen resultiert, das der Zuhörer nicht generieren kann, sondern einfach gelernt haben muss.
Zwei Alt-Achtundsechziger laufen auf der Straße und treffen eine alte Frau mit Krückstock. „Hey, Sie sind aber schon tierisch alt, nicht?“ Darauf die Frau mit zittriger Stimme: „Ja, bin vierundneunzig.“ Die beiden lachen: „Wann haben Sie eigentlich das letzte Mal Geschlechtsverkehr gehabt?“ Die Frau: „Neunzehn fünfundvierzig!“ Die beiden klopfen sich gegenseitig auf die Schulter und sagen: „Das ist aber schon ’ne Weile her.“ Die Frau schaut auf die Uhr und sagt: „Wieso? Jetzt ist’s zwanzig fünfzehn.“
In diesem Witz wird die Zeitangabe in unterschiedlicher Weise verwendet. Sie führt daher zu einer überraschenden Wendung. Dieser Witz fällt nach Freud gleichzeitig in die Kategorie sexueller Witz, nicht aber in die Kategorie der Zote, da ihr ein kaschierendes Moment fehlt. Er ist ebenfalls nicht naiv, da man die Ansichten der Alt-Achtundsechziger über die Sexualität kennen muss, um über diesen Witz lachen zu können. Andernfalls bleibt nur ein Humor übrig, der sich mit der Verwechslung der Zeitangabe (das Jahr 1945 beziehungsweise 19:45 Uhr) sowie mit der spontanen Erinnerung an „Geschlechtsverkehr“ verbindet.
Ein Verwechslungswitz mit einer zotigen Komponente:
„Was ist rot und liegt auf dem Misthaufen?“ – „Eine alte Bauernregel.“
Dieser Witz ist nicht naiv, d. h. setzt Kenntnisse voraus, die nicht durch den Zuhörer im Moment des Hörens generiert werden können. Er ist zugleich eine Zote, da er mit einer herabwürdigenden Komponente einhergeht, die eine sexuelle Vorstellung kaschiert. Wie bei jeder Zote, die sehr knapp ist, wirkt er hier sehr stark demütigend, da ihm nur eine kurze Vorstellung zur Verfügung steht, welche durch diese drastische Darstellung besonders wirksam kaschiert werden muss.